# Fareja
Fareja es una localidad situada en el municipio de Fafe, Portugal.
Fue una freguesia independiente hasta el 28 de enero de 2013, en que fue disuelta en aplicación de una resolución de la Asamblea de la República portuguesa promulgada el 16 de enero de 2013. Por dicha resolución se fusionó con la freguesia de Cepães, formando la nueva freguesia de Cepães e Fareja.